# Anna Lena Lindberg
Pour les articles homonymes, voir Lindberg.
Anna Lena Lindberg, née en 1939, est une historienne de l'art et féministe suédoise. Elle travaille à rendre aux femmes leur place dans les études d'histoire de l'art. 

## Sujet de recherche
Anna Lena Lindberg est professeure agrégée d'histoire de l'art et joue un rôle majeur dans la recherche féministe en histoire de l'art en Suède et dans le monde. Avec Barbro Werkmäster, elle publie Les Femmes comme artistes en 1975 qui fait de la recherche sur le genre un courant théorique de l'histoire de l'art. L Anna Lena Lindberg est membre du premier comité de rédaction de Kvinnovetenskaplig Tidskrift en 1980, renommé Tidskrift för Genusvetenskap en 2007. En 1995, elle édite l'anthologie Art, genre et regard, qui est utilisée dans les cours d'histoire de l'art féministe dans les universités et collèges suédois ainsi que Le Mysticisme Masculin - Art, genre et modernité. 
Sa thèse de doctorat intitulée Le Dilemme de la pédagogie de l'art publiée en 1988 a eu un grand impact sur la pédagogie de l'art. Dans les années 1990, Anna Lena Lindberg organise des cours en pédagogie de l'art à l'université de Lund, qui est la plus longue formation cohérente sur le sujet en Suède. Dans A Mamsell dans l'Académie. Ulrica Fredrica Pasch et le monde de l'art du XVIIIe siècle, Anna Lena Lindberg présente la condition des artistes féminines travaillant dans la Suède du XVIIIe siècle. 

## Publications
- (sv) avec Barbro Werkmäster (sv), Kvinnor som konstnärer, LTs förlag, 1975 (ISBN 91-36-00498-7)
- (sv) Kvinnovetenskaplig tidskrift, Föreningen Kvinnovetenskaplig Tidskrift, 2001
- (sv) En mamsell i Akademien : Ulrica Fredrica Pasch och 1700-talets konstvärld, Stockholm, Signum, 2010 (ISBN 978-91-86221-05-8)
- (sv) Kvinnovetenskaplig tidskrift, Studentlitteratur AB, 2014, 238 p. (ISBN 978-91-44-10239-9)
- (en) Remarkable women artists : flower painting and professional changes in Copenhagen, c. 1690-1790, Abingdon, Oxon/New York, Routledge, coll. « Early professional women in Northern Europe, c. 1650-1850 », 2017, 296 p. (ISBN 978-1-4724-7134-5)